# Stethantyx parkeri
Stethantyx parkeri är en stekelart som först beskrevs av Blanchard 1945.  Stethantyx parkeri ingår i släktet Stethantyx och familjen brokparasitsteklar. Inga underarter finns listade i Catalogue of Life.